# ウィリアン・ゴメス・ジ・シケイラ
ウィリアン（Willian）ことウィリアン・ゴメス・ジ・シケイラ（ポルトガル語: Willian Gomes de Siqueira、1986年11月19日 - ）は、ブラジルのサッカー選手。ポジションはFW。

## クラブ歴

### グアラニ
サンパウロ州トレス・フロンテイラスに生まれ、2002年にグアラニFCの下部組織に入団。2004年にトップチームに昇格。同年8月22日にカンピオナート・ブラジレイロ・セリエAでサンドロ・ヒロシに代わって投入されプロ初出場。クラブが降格に瀕していた事もあり、若手の彼が出場機会を得る事は多くなかった。翌シーズンは出場機会を増やしたものの、散発的な起用に止まった。

### アトレチコ・パラナエンセ
2005年12月23日にアトレチコ・パラナエンセに移籍。2006年8月30日にカンピオナート・ブラジレイロ・セリエA初得点を記録。しかし翌シーズンは膝の怪我もあり出場機会は少なかった。
2009年2月3日にヴィラ・ノヴァFCに同年12月までの契約で期限付き移籍。カンピオナート・ブラジレイロ・セリエBでは8得点をマークし、クラブを降格から防いだ。
2010年1月26日にアトレチコ・パラナエンセとの契約を解消した。

### フィゲイレンセ
2010年2月にフィゲイレンセFCに加入。カンピオナート・カタリネンセでは15試合で13得点し得点王と最優秀選手を同時に受賞した。カンピオナート・ブラジレイロ・セリエBでも12得点を記録しクラブの昇格に貢献した。

### コリンチャンス
2011年1月3日にSCコリンチャンス・パウリスタに移籍。保有権の一部は依然としてアトレチコ・パラナエンセが保有している状態であった。同月末にモライスとの交代で途中出場し移籍後初出場。移籍後初得点は3月11日に行われたミラソウFC戦で、彼の得点によって3-2のアウェーでの勝利を掴んだ。カンピオナート・パウリスタでは控えが定位置であったが、カンピオナート・ブラジレイロ・セリエAではレギュラーの座を奪った。
コパ・リベルタドーレス2012でもレギュラーとして出場、決勝まではクラブに在籍していなかったものの、同大会初優勝までの道のりで貢献した。

### メタリスト・ハルキウ
2012年7月2日にウクライナ・プレミアリーグのFCメタリスト・ハルキウに移籍。8月18日に移籍後初得点。
同月23日にはUEFAヨーロッパリーグ 2012-13に出場し、初の欧州国際大会出場となった。しかし控えが定位置であったので翌年に帰国した。

### クルゼイロ
2013年7月14日に1年の期限付き移籍でクルゼイロECに移籍、他方でジエゴ・ソウザが逆にクルゼイロからメタリスト・ハルキウに完全移籍したため、トレードのような形となった。その1年後には350万ユーロの移籍金でクルゼイロに完全移籍した。レギュラーとしてカンピオナート・ブラジレイロ・セリエA連覇に貢献した。
2015年も不動のレギュラーとして活躍、マノ・メネーゼス監督の初陣では4得点をあげて大活躍した。

### パルメイラス
2017年にSEパルメイラスに完全移籍した。